# 国際連合安全保障理事会決議2080
国際連合安全保障理事会決議2080（こくさいれんごうあんぜんほしょうりじかいけつぎ2080、英: United Nations Security Council Resolution 2080）は、2012年12月12日に国際連合安全保障理事会において全会一致で採択された決議。ルワンダ虐殺の戦犯を裁くルワンダ国際戦犯法廷（ICTR）の裁判員5人体制の拡大が決議された。さらに安全保障理事会は決議の中でルワンダ国際戦犯法廷と旧ユーゴスラビア国際戦犯法廷における残りの職務を完了することになった国際刑事裁判所メカニズムに対してICTRへの移行に関する最新情報を要求した。